# Rallye Shell 4000
Le rallye Schell 4000 (ou British Columbia International Trade Fair Rally, B.C.I.T.F.R. Car Rally, ou Rallye transcanadien Montreal-Vancouver) était une compétition annuelle de rallye automobile canadienne transcontinentale reliant Montréal à Vancouver (côte Est-côte Ouest), surnommée « The longest rally of the world ».
C'est le premier rallye-marathon (en tant que « rallye de navigation » ou « rallye-long d'orientation sur parcours secrets ») à avoir été périodiquement disputé.

## Histoire
Organisé par le British Colombia International Trade Fair, il a eu d'emblée une réputation internationale, avec la participation de coureurs américains et du vieux-continent (Britanniques) dès sa première édition. Le premier parcours avait un cumul de 6 557 km, parcourus entre le 30 avril et le 6 mai 1961. Trente voitures officielles de huit constructeurs sont présentes au départ. 91 équipages sur 106 sont classés, et 71 trophées décernés (l'épreuve étant plus considérée comme un rallye d'orientation que comme un rallye de vitesse alors). Le Suédois Gunnar Bengtsson (22e) et le Norvégien Hans Ingier (21e) viennent spécialement de Scandinavie comme pilotes d'usine Volvo. La plus veille voiture engagée est une Rolls-Royce Silver Wraith de 1937. Jim Gunn, Président du Canadian Automobile Sport Club (CASC) en 1960, l'organisa avec l'aide financière de la Shell Oil Company (ainsi qu'ultérieurement), alors que la compagnie sponsorisait déjà le British Colombia ITF Rally. Une année complète lui fut nécessaire pour sa mise en forme.
Les éditions ultérieures se déroulèrent également au printemps, sur six jours entre la fin avril et le début juin. En une décennie, neuf courses furent organisées.
En 1962, 31 équipages sur 46 arrivent au terme du parcours, agréé par la FIA et composé de sept étapes pour un trajet de 6 595 km. Renault obtient le Prix des manufacturiers (voitures Estafette 1 093 cm3 de Montréal).
En 1963, Scott Harvey, Sr. termine cinquième et Gene Henderson quinzième (42 classés sur 47 partants).
En 1964, après 6 470 km, ils sont 44 à l'arrivée pour 62 au départ (Harvey 14e et Henderson 22e). Volvo remporte la Coupe des équipes et la Coupe des Dames. Le Belge Olivier Gendebien termine quatrième.
En 1965, l'Anglais John Taylor termine troisième sur Ford Cortina, et les Américains Harvey et Henderson respectivement cinquième et sixième. Olivier Gendebien (sur le même véhicule que les vainqueurs) abandonne.
Pour 1966, l'Anglais Roger Clark prend le relais et termine troisième. Harvey et Henderson progressent d'un rang (quatrième et cinquième). L'Irlandaise Rosemary Smith obtient le meilleur classement jamais enregistré pour une femme. L'épreuve est dure, en témoigne l'abandon de 38 équipes sur les 64 au départ.
En 1967, durant l'année du centenaire de la création du Canada, Roger Clark devient le premier Européen victorieux. Son dauphin est Scott Harvey, et le Français Jean-Claude Ogier pointe cinquième au classement final avec son épouse Lucette Pointet sur Citroen DS 21 de 2 175 cm3 (le Canadien Marcel Rainville termine quatrième avec la même voiture, après avoir été attendu par les Français sur consigne d'équipe).
1968: Tony Fall finit septième (Henderson onzième). Paddy Hopkirk est obligé d'abandonner avec son Austin Cooper S GRX 5D. Aucune concurrente féminine n'est au départ.
En 1971, le British Colombia Centennial Rally (la Colombie-Britannique célébrant alors le centenaire de son existence) devient l'appellation du rallye, après le retrait de Shell. Les lubrifiants Check et l'huile Castrol prennent le relais. Le nombre d'inscriptions tombe à trente-huit. Dix-huit équipages finissent la course, disputée durant la dernière semaine de juin sur 7 680 km. Walter Boyce (qui abandonne) fait partie des concurrents, de même que l'anglais Tony Pond (également abandon). Toujours pas de femme pilote engagée. Val Gulde est aidé de Jim Gunn pour organiser l'épreuve, et Tom Burgess en est le directeur de course. Le vainqueur final est récompensé aux pieds du bâtiment du B.C. Parlement. Renault remporte cette fois-ci la course au titre du meilleur équipage.
Trois rallyes commémoratifs de type rallye de régularité historique (VHR) eurent également lieu, les Shell 4000 « Retro » rallies, en 1994 (27 partants et arrivants, dont le copilote Tom Burgess), 1995 (25 partants pour 23 arrivants), et 1997 (18 partants et arrivants).

## Palmarès masculin
| Année                        | Pilote                            | Copilote                    | Voiture                               |
| ---------------------------- | --------------------------------- | --------------------------- | ------------------------------------- |
| 1961 (Montréal-Vancouver)    | Jack D. Young (Toronto)           | Reg Hilliary (Toronto)      | Studebaker « Lark »                   |
| 1962 (Montréal-Vancouver)    | John Jones (Toronto)              | Lou Lalonde (Toronto)       | Studebaker « Lark »-Daytona 4 740 cm3 |
| 1963 (Vancouver-Montréal)    | Clay (Clarence) Gibbs (Wisconsin) | Dick Doyen (Wisconsin)      | Chevy II                              |
| 1964 (Vancouver-Montréal)    | Klaus Ross (Ontario)              | John Bird (Ontario)         | Volvo Canadian 1 780 cm3              |
| 1965 (Montréal-Vancouver)    | Klaus Ross (Ontario)              | John Bird (Ontario)         | Volvo Canadian 122-S 1 820 cm3        |
| 1966 (Vancouver-Québec)      | Paul MacLennan (Ontario)          | John Wilson (Ontario)       | Lotus Cortina 1 558 cm3               |
| 1967 (Vancouver-Montréal)    | Roger Clark                       | Jim Peters (Ontario)        | Lotus Cortina 1 558 cm3               |
| 1968 (Calgary-Halifax)       | Scott Harvey, Sr. (Michigan)      | Ralph Beckman (Michigan)    | Plymouth Barracuda S                  |
| 1971 (Ottawa-Victoria)       | Haydn Gozzard (Ontario)           | David Grundy (Londres)      | Renault 8 Gordini                     |
| 1994 (Calgari-Calgari) (VHR) | Gil Stuart (Alberta)              | Walter Petersen (Alberta)   | 1958 Volvo PV444                      |
| 1995 (Calgari-Calgari) (VHR) | Gil Stuart (Alberta)              | Walter Petersen (Alberta)   | 1958 Volvo PV444                      |
| 1997 (Calgari-Calgari) (VHR) | Gary Reid (Washington)            | Steve Richards (Washington) | 1965 MGB                              |

## Palmarès féminin
| Année | Pilote                             | Copilote                   | Voiture                                               |
| ----- | ---------------------------------- | -------------------------- | ----------------------------------------------------- |
| 1961  | Denise McCluggage (New York) (13e) | Star Hammen (Michigan)     | Chevrolet Corvair Sedan                               |
| 1962  | Denise McCluggage (New York) (31e) | Claire Stuart (Ontario)    | Chevrolet Corvair Spyder Monza Supercharged 3 318 cm3 |
| 1963  | Diana Carter (Ontario) (22e)       | Gillian Field (New York)   | Studebaker « Lark »                                   |
| 1964  | Diana Carter (Ontario) (24e)       | Gillian Field (New York)   | Volvo Canadian 1 780 cm3                              |
| 1965  | Diana Carter (Ontario) (25e)       | Jean Steagall (New Jersey) | Volvo Canadian 122-S 1 820 cm3                        |
| 1966  | Rosemary Smith (8e)                | Anne Coombe (Ontario)      | Sunbeam Imp. 998 cm3                                  |
| 1967  | Rosemary Smith (13e)               | Anne Coombe (Ontario)      | Sunbeam Imp. 998 cm3                                  |
| 1968  | -                                  | -                          | -                                                     |
| 1971  | -                                  | -                          | -                                                     |
| 1994  | -                                  | -                          | -                                                     |
| 1995  | Anne Blythe (Oregon) (3e)          | Katy Wood (Oregon)         | 1960 Austin Healey 3000                               |
| 1997  | Anne Blythe (Oregon) (8e)          | Katy Wood (Washington)     | 1960 Austin Healey 3000                               |

## Autre course Est-Ouest
Une course (illégale) exista aux États-Unis durant les années 1970, disputée à cinq reprises pour relier la côte Est à la côte Ouest : le Cannonball Baker Sea-To-Shining-Sea Memorial Trophy Dash (1971 à deux reprises, 1972, 1975, et 1979), de New York (puis Darien, dans le Connecticut) jusqu'à Redondo Beach, Californie, au sud de Los Angeles (cette course inspira la licence Cannonball, de trois films pour le cinéma).